# Zale rubiata
Zale rubiata là một loài bướm đêm trong họ Erebidae.